# Дует для флейти та контрабаса (Джонстон)
Дует для флейти та контрабаса (англ. Duo for Flute and String Bass) — музичний твір американського композитора Бена Джонстона, написаний 1963 року.
Дует для флейти та контрабасу було написано у квітні 1963 року на замовлення Бертрама Турецкі, який виконав його разом із дружиною Ненсі. Твір написано із використанням технік серіалізму, яким в той час захоплювався Джонстон. В кожній з трьох частин твору — «Prelude (I)», «Interim (II)» та «Flight (III)» — використовуються різні комбінації звуків основної серії з 12 нот, які не повторюються, створені за допомогою комбінаторних засобів. Перша частина твору містить поліритми, друга — ноти із пропорційною тривалістю, а третя поєднує різні малюнки за допомогою метричних модуляцій. Хоча на цей момент Бен Джонстон вже почав писати твори в чистому строї, Дует для флейти та контрабаса написано в рівномірно-темперованому строї.
| Серійна будова твору Базова серія та серія для першої частини Дуету для флейти та контрабаса, побудовані за допомогою технік серіалізму. У двох інших частинах використовуються інші серії з 12 нот, побудовані за схожим принципом, із перевикористанням трихордів (серій з трьох нот), взятих з базової серії, спільної для всього твору. | Відображення серій в нотах Перші два такти твору складаються з 12 нот з серії, створеної для першої частини твору (див. попередню схему): E♭ A♭ D E A F D♭ B♭ G B F♯ C (позначка «O-0»). Потім використовується інверсія ряду, тобто перевернуті інтервали, відстань яких від оригінальної серії складає 9 півтонів (позначка «I-9»). |

На думку музикознавиці Хайді фон Гунден, в Дуеті для флейти та контрабаса Бен Джонстон більш суворо дотримувався технік серіалізму, ніж у своїх попередніх роботах: він вживав лише ті звуки, що містилися у серіях з 12 нот, в той час, як раніше використовував серії як необов'язковий орієнтир, якого необов'язково було дотримуватися жорстко. Також фон Гунден зауважила, що попри назву твору «Дует», більша частина мелодії виконується на флейті; можливо, це було зроблено для того, щоб краще продемонструвати кожну з серій.
Дует для флейти та контрабаса
виконують Бертрам та Ненсі Турецкі.
Альбом In a Recital of New Music (1964)
1. Duo for Flute and String Bass: I на YouTube
2. Duo for Flute and String Bass: II на YouTube
3. Duo for Flute and String Bass: III на YouTube

Дует для флейти та контрабаса увійшов до музичного альбому Бертрама Турецкі In a Recital of New Music, що вийшов 1964 року на лейблі Advance Recordings. Надалі композиція неодноразово перевидавалася у виконанні інших музикантів, зокрема, на збірці American Contemporary Music from the University of Illinois (1979) її зіграли Джон Фонвілл (флейта) та Томас Фредріксон (контрабас), а на альбомі Uncommon Voices: Chamber Music by Levy, Yannay, Johnston, & Matirano (2007) — Ліза Гете-Макгінн (флейта) та Майкл Кемерон (контрабас).